# نادي برينتفورد
نادي برينتفورد لكرة القدم (بالإنجليزية: Brentford Football Club) هو نادٍ إنجليزي لكرة القدم قائم في برينتفورد، هاونزلو، ويلعب حاليًا في الدوري الإنجليزي الممتاز. تأسس يوم 10 أكتوبر 1889 وكان يلعب مبارياته على ملعب غريفين بارك منذ عام 1904، ثم انتقل إلى ملعب برينتفورد. وصل برينتفورد لربع نهائي كأس الاتحاد الإنجليزي أربعة مرات وحل وصيفًا في كأس جونستون بينت ثلاثة مرات.

## التاريخ

### التأسيس
تأسس نادي برينتفورد لكرة القدم في 10 أكتوبر 1889 في منزل عام في أوكسفورد وكامبردج بجانب جسر كيو وعقد الاجتماع بين أعضاء نادي برينتفورد للتجديف لتقرير مصير النادي (ينضم لاتحاد كرة القدم أو الرغبي) ليكون بمثابة السعي لنادي التديف وأعضائه.ونتيجة للتصويت بعد ستة أيام تم تأسيس نادي برينتفورد لكرة القدم.

### بداية النادي
بدأ نادي برينتفورد لكرة القدم لعب المباريات التي على أرضه في ملعب كليفدين هاوس (كانت أرض ترفيهية بين شارع كليفدين وشارع لايتوارد) في مدينة برينتفورد. ومن نوفمبر 1889 إلى 1892 كانت أول مباراة بين نادي برينتفورد ونادي كيو لكرة القدم وكانت المباراة تاريخ 23 نوفمبر 1889. بعدها بدأ النادي في البحث عن ملعب جديد بعد 30 شهر فقط وانتقلوا إلى ملعب بين فيلد عام 1892.
عام 1920 كان دوري الدرجة الثالثة الإنجليزي إقليمي فانضم فريق برينتفورد إلى القسم الجنوبي.

### الثلاثينيات الفترة الذهبية
بين نهاية العشرينات وبداية الثلاثينيات بدأ النادي العمل بجد وفي موسم 1929-1930 نادي برينتفورد فاز في جميع المباريات ال21 التي على ملعبه ولكنه لم يحصد بطاقة التأهل. أخيرا موسم 1932-1933 استطاع النادي التأهل وبعدها بسنتين استطاع التأهل إلى دوري الدرجة الأولى الإنجليزي بقيادة المدرب هاري كورتيس والكابتن ارثر بايتمان.

### 1939-1989
في الحرب العالمية شارك الفريق في كأس لندن الحربي الذي وصل فيه للنهائي وخسر أمام فريق ريدينج وانتصر بعدها بعام في النهائي على بورتسماوث. النادي هبط من الدرجة الأولى بعد الحرب العالمية بعام واحد وهذه كانت بداية انتكاسة الفريق الذي هبط إلى دوري الدرجة الرابعة. وأصبح فريق يلعب ضد جميع الأندية ال91.

## روابط خارجية
- موقع النادي